# Georgi Dimitrov (voetballer, 1931)
Georgi Dimitrov (Bulgaars: Георги Димитров) (Boergas, 1 mei 1931 - Gabare, 16 maart 1978) was een Bulgaars voetballer en voetbalcoach. Hij heeft gespeeld bij Tsjernomorets Boergas, Tsjerno More Varna en CSKA Sofia.

## Loopbaan
Dimitrov maakte zijn debuut voor Bulgarije in 1953. Hij heeft 30 wedstrijden gespeeld voor de nationale ploeg en hij heeft 7 doelpunten gescoord. Hij maakte deel uit van de selectie voor het voetbaltoernooi op de Olympische Zomerspelen 1956, waar Bulgarije een bronzen medaille won. 
Dimitrov overleed op 16 maart 1978 op 46-jarige leeftijd bij een vliegtuigongeluk dat plaatsvond nabij het dorp Tlachene in Vratsa.

## Erelijst
- Olympische Zomerspelen 1956 : 1956 (Brons)
- Parva Liga (5) : 1955, 1956, 1957, 1958, 1958-1959 (CSKA Sofia)
- Bulgarije beker : 1955 (CSKA Sofia)